# Thueyts
Thueyts (en occitano Tuèis) es una población y comuna francesa, ubicada en la región de Ródano-Alpes, departamento de Ardèche, en el distrito de Largentière y cantón de Thueyts.

## Historia del pueblo y sus alrededores
121 a.C.: La victoria del ejército romano ante la coalición celta lleva a Helvie la anexión de la provincia y su romanización. En  Thueyts se crea la Villa Vindicatis o Vindicatus, en la ubicación de la iglesia actual.
Siglo VII: La construcción de la capilla de Saint Bauzile, que se convertirá en capilla de San Roch unos cuantos siglos más tarde y la erección de la Cruz de Briges.
Año 938: Donación de la iglesia (capilla de San Bauzile) y del señorío a los monjes de la Abadía de San Chaffre de Monastier sur Gazeille (Alto Loira) por el señor Géraud. Los abades del monasterio son los principales señores de Thueyts el lo temporal y lo espiritual. Posteriormente, construcción de una iglesia románica en la ubicación actual.
Año 950: Construcción del castillo de Chapdenac por el señor Aldigier.
1461: Extinción de la familia de los Pressis, habitantes del castillo desde el siglo XIII, debido al matrimonio de Marguerite des Pressis avec François de Blou. Familia Blou Pressis ocupará el castillo hasta 1886.
1559 a 1573: guerra religiosa, se destruye el castillo de Chapdenac así como parte del Castillo de Thueyts.
1762: Apertura del Camino Real (RN 102), ahora la Avenue du Val d'Ardèche. Construcción del puente de la Gueule d'Enfer ("puente de las fauces del infierno"), ahora pont de l'Apic.
1789 a 1800: Dayzac es defensor de los pobres. En 1794 el conde de Blou y el juez Jean Durand participan en la contra revolución (camp de Lalevade et camp de Jalès). Creación de una escuela y una comunidad religiosa de las "Hermanas de la Presentación" en 1796 por Marie Rivier.
1834: El techo de la iglesia se derrumbó, el edificio será completamente reconstruido.
1839: Año de la sequía, el río apenas lleva agua, los molinos para moler el trigo no pueden funcionar. Conforme a la Ley del 20 de septiembre de 1790, los alcaldes deben conducir el agua hacia un destino de utilidad pública. 
1846: Varias escuelas clandestinas han surgido en los pueblos Fargebelle, Luzet, Chaudon y Briges. Son escuelas mixtas y la moral de entonces les asesta un golpe grave. Orden del alcalde para el control y la represión, pero los de Briges y Luzet permanecen hasta hoy.
1852: Thueyts debe haber sido muy sucio, porque el alcalde pide al pueblo eliminar las piedras, estiércol, madera, basura de las calles y plazas, que está causando una molestia al tráfico y podría causar problemas de salubridad. La ciudad contrató la primera presentación pública de limpieza.
1870: Orden municipal para la elección de oficiales de la Guardia Nacional. Habida cuenta de su fuerza numérica, Thueyts elegirá dos capitanes, dos tenientes, dos subtenientes, un sargento mayor, ocho sargentos, y dieciséis cabos. Se tendrán también entre los exsoldados. Las fuentes están contaminadas y los bordillos dañados, nacen normas lo suficientemente estrictas. El mismo año, las graves inundaciones han causado grandes daños, y se organiza una comisión para hacer un balance. Dada la disputa entre los productores de vino, el alcalde establece el principio de la cosecha el 11 de octubre.
1881 ~ 1882: Importante sequía. Lucha contra la rabia, los perros deben llevar bozal y correa o si no, serán sacrificados y sus propietarios sancionados.
1884: Amenaza de epidemia de cólera. Las calles son barridas por la mañana los domingos de siete a nueve. Prohibición para dar vueltas para hacer tejer capullos en las calles de la ciudad, lavado en las fuentes, bloqueo de los agujeros de drenaje de los establos con vistas a la carretera.
Censo de 1885: Viven en Thueyts 23 jóvenes: 20 eran agricultores hijos  de los agricultores, un panadero hijo de un panadero, y un zapatero. De todos estos jóvenes, 9 sabían leer, escribir, contar; uno no sabía leer, y 2 eran analfabetos; once cuyo nivel educativo es desconocido. El servicio militar tuvo una mala reputación, había catorce solicitudes de exención o de reforma. Uno de ellos fue escrito a petición de éste, todos los demás de oficio. En 1983, seis inscritos. Es difícil obtener toda la información, pues el método de selección ha cambiado.
1893: El policía fue despedido por negarse a ejecutar las órdenes del alcalde y por haber insultado en público.
1895: Censo de las Fuerzas Armadas: veintitrés reclutas.
1897: El 14 de mayo, la institutriz Marie-Cécile Roche crea de acuerdo con el alcalde un colegio privado para niñas en la aldea de Barnas. El 31 de agosto la apertura de una escuela privada de niños de primaria en el pueblo, y un curso para adultos.

## Demografía
| 986 | 981 | 1035 | 1013 | 945 | 1004 |
| Para los censos de 1962 a 1999 la población legal corresponde a la población sin duplicidades (Fuente: INSEE [Consultar]) |     |      |      |     |      |